# モニカ・ガウコフスカ

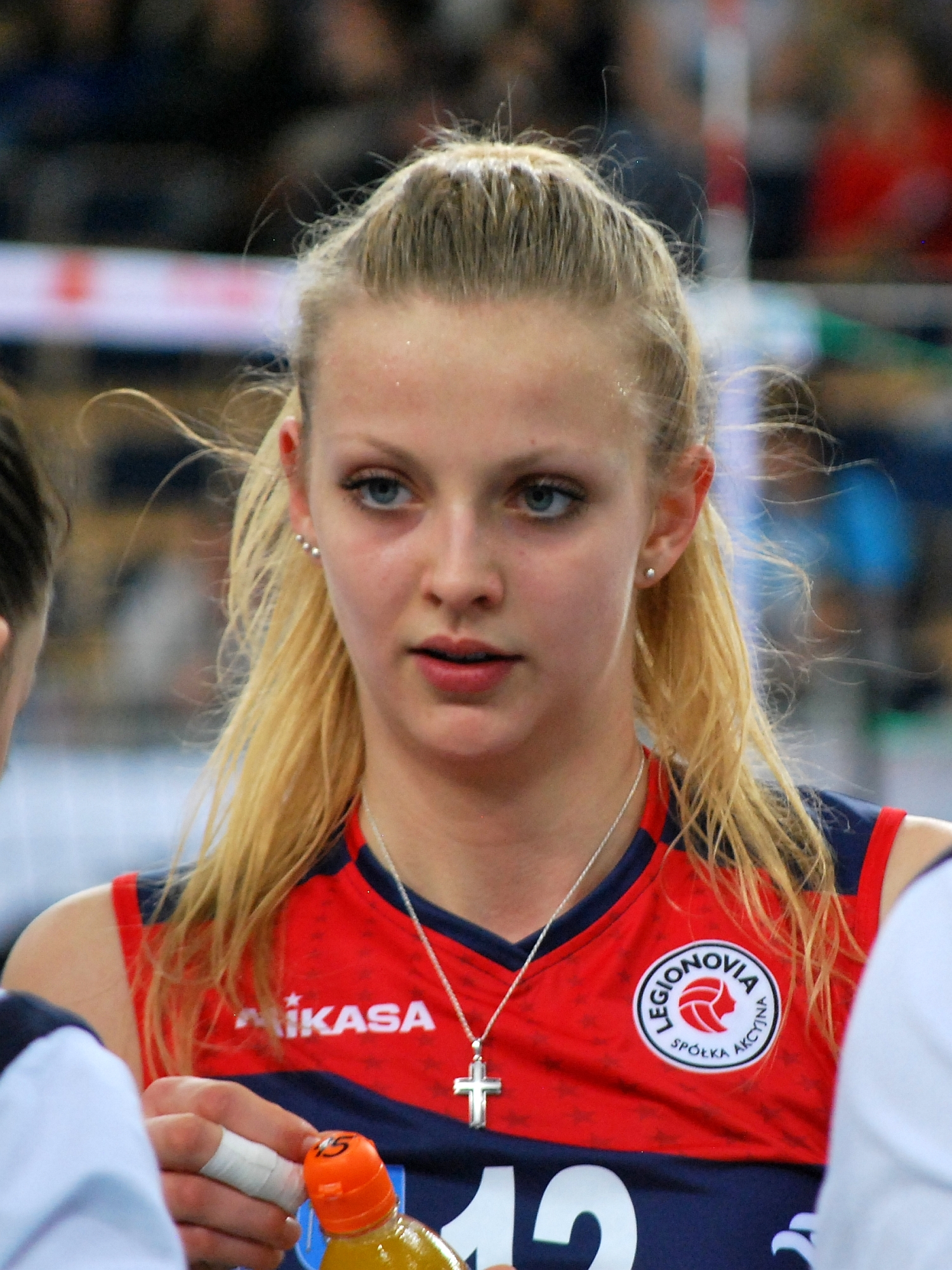
モニカ・ガウコフスカ（2014年）

モニカ・ガウコフスカ（Monika Gałkowska、女性、1996年4月6日 - ）はポーランドの女子バレーボール選手。ポジションはオポジット。ポーランド代表。旧姓はボチェク（英語：Monika Bociek）。

## 来歴

### クラブチーム
オポチュノ出身。2013年、スパルタ・ワルシャワへ入団しバレーボール選手としてのキャリアをスタートさせる。2014/15シーズン、IŁキャピタル・レギオノヴィア・レギオノヴォへ移籍し3年間プレーした。2017/18シーズンはMKSムシニアンカ・ムシナでプレーし8位となった。2018/19シーズンはŁKSコマースコン・ウッチと契約し、リーグ優勝に貢献した。2020/21シーズンはエネルガMKSカリシュでプレーした。2022年2月、イタリアセリエA1のWealth Planet Perugia Volleyと契約した。2022/23シーズンはKS Pałac Bydgoszczでプレーし、シーズン途中から再びセリエA1のWealth Planet Perugia Volleyでプレーした。

### 代表チーム
2015年、シニアのポーランド代表に初選出された。2017年、ワールドグランプリに出場した。2018年、ネーションズリーグに出場した。2022年、世界選手権に出場し7位となった。2023年、ネーションズリーグで銅メダルを獲得した。

## 球歴
- 世界選手権 - 2022年
- ネーションズリーグ - 2018年、2019年、2023年
- ワールドグランプリ - 2017年

## 所属クラブ
- スパルタ・ワルシャワ（2013-2014年）
- IŁキャピタル・レギオノヴィア・レギオノヴォ（2014-2017年）
- MKSムシニアンカ・ムシナ（2017-2018年）
- ŁKSコマースコン・ウッチ（2018-2020年）
- エネルガMKSカリシュ（2020-2022年）
- Wealth Planet Perugia Volley（2022年）
- KSパワツ・ブィドゴシュチュ（2022-2023年）
- Wealth Planet Perugia Volley（2023年）
- ラドムカ・ラドム（2023-）